# Vortice erotico
Vortice erotico (New Wave Hookers) è un film pornografico statunitense del 1985 diretto da Gregory Dark (pseudonimo di Gregory Hippolyte Brown).
Ha avuto numerosi sequel e remake. Nella versione originale Traci Lords appare vestita di lingerie rossa ed interpreta il "Diavolo".
Il film venne prodotto dai Dark Brothers, ovvero Walter Dark (produttore esecutivo), e Gregory Dark (regista e produttore).

## Trama
Due amici, Jamal e Jimmy, scherzano tra di loro mentre guardano un film porno in tv a casa sul divano, e finiscono con il parlare di donne. Immaginano quanto sarebbe migliore la loro vita se fossero dei papponi con un seguito di prostitute ai propri comandi che lavorano per loro. Quindi, parlano di aprire un'agenzia di escort con delle "puttane new wave" che diventino delle ninfomani quando ascoltano musica new wave. Si addormentano davanti alla televisione, ed iniziano a sognare fantasticando infuocati amplessi, persi in un "vortice erotico" dei sensi.

## Distribuzione
Come mostrato nel documentario Fallen Angels, Vortice erotico debuttò nelle sale al Pussycat Theater di Los Angeles nel 1985. I membri più importanti del cast arrivarono alla prima in limousine bianca.

## Colonna sonora
La colonna sonora include la canzone Electrify Me del gruppo punk rock The Plugz, che vinse il premio come Best Song.

## Controversie
Negli Stati Uniti, la versione originale del film venne ritirata dalle sale cinematografiche nel 1986 a seguito della scoperta che Traci Lords era ancora minorenne quando la pellicola era stata girata. Quindi il film venne rimontato eliminando le scene con la Lords, e nella locandina la sua immagine venne sostituita con quella della co-protagonista Ginger Lynn. Questa è la sola versione attualmente disponibile legalmente negli Stati Uniti.

## Premi e riconoscimenti
- 1986: AFAA Erotica Award per Best Erotic Scene
- 1986: AFAA Erotica Award per Best Musical Score
- 1986: AFAA Erotica Award per Best Trailer.
- 1986: Adam Film World Guide Award per Best Movie
- 1986: AVN Award per Best Packaging - Film.

New Wave Hookers è stato inserito nella XRCO Hall of Fame. Nel 2001, Adult Video News piazzò il film alla 17ª posizione nella lista dei 101 migliori film porno di sempre.